# Ancistrophyllum opacum
Ancistrophyllum opacum là loài thực vật có hoa thuộc họ Arecaceae. Loài này được D mô tả khoa học đầu tiên.